# 511 Давида
511 Давида (511 Davida) — астероїд головного поясу, відкритий 30 травня 1903 року Раймондом Смітом Дуґаном у Гейдельберзі.
Тіссеранів параметр щодо Юпітера — 3,117.